# Джумаев, Зарип
Зарип Джумаев — туркменский боксёр-любитель.

## Чемпионат Туркменистана по боксу 2011 г
В декабре 2011 г. в Дашогузе состоялся финал национального турнира на Кубок Туркменистана по боксу среди мужчин. Зарип Джумаев завоевал золотую медаль в весе до 52 кг. и вошёл в сборную Туркменистана по боксу 2012.

## Чемпионат Туркменистана по боксу 2012 г
В декабре 2012 г. в ашхабадском спорткомплексе «Галкыныш» состоялся финал национального турнира на Кубок Туркменистана по боксу среди мужчин. В состязаниях приняли участие более 100 лучших спортсменов из всех велаятов и Ашхабада. Столичные боксеры на правах хозяев турнира были представлены двумя командами. Эти состязания стали итоговыми, по результатам которых была сформирована национальная сборная-2013.
Зарип Джумаев завоевал золотую медаль в весе до 52 кг. и вошёл в сборную Туркменистана по боксу 2013.

## Международные турниры
Участник Чемпионата Азии по боксу 2011 года в Инчхоне (Южная Корея) (до 52 кг).
Участник Летней Универсиады 2013 г. в Казани (52 кг). Участник чемпионата мира 2013 в Алматы (52 кг).
| Дата              | Турнир                  | Место проведения          | Весовая категория                   | Соперник         | Результат | Дополнительно                 |
| ----------------- | ----------------------- | ------------------------- | ----------------------------------- | ---------------- | --------- | ----------------------------- |
| 13 — 26 окт. 2013 | Чемпионат мира 2013     | Алматы, Казахстан         | 52 кг (наилегчайший вес, flyweight) | Эльвин Мамишзаде | 0 — 3     | 1/8 финала. Выбыл из турнира. |
| 13 — 26 окт. 2013 | Чемпионат мира 2013     | Алматы, Казахстан         | 52 кг (наилегчайший вес, flyweight) | Мохаммад Назари  | 0 — 3     | 1/16 финала. Прошёл в 1/8.    |
| 13 — 26 окт. 2013 | Чемпионат мира 2013     | Алматы, Казахстан         | 52 кг (наилегчайший вес, flyweight) | Мухаммед Васим   | 0 — 3     | 1/32 финала. Прошёл в 1/16.   |
| 8 июля 2013       | Летняя Универсиада 2013 | Казань, Татарстан, Россия | 52 кг (наилегчайший вес, flyweight) | Миша Алоян       | 0 — 3     | 1/8 финала. Выбыл из турнира. |
| 7 июля 2013       | Летняя Универсиада 2013 | Казань, Татарстан, Россия | 52 кг (наилегчайший вес, flyweight) | Uthit Mangka     | 0 — 3     | 1/16 финала. Прошёл в 1/8.    |

## Национальные первенства
| Дата         | Турнир                         | Место проведения      | Весовая категория                   | Соперник | Результат | Дополнительно                                        |
| ------------ | ------------------------------ | --------------------- | ----------------------------------- | -------- | --------- | ---------------------------------------------------- |
| Декабрь 2013 | Чемпионат Туркменистана — 2013 | Ашхабад, Туркменистан | 52 кг (наилегчайший вес, flyweight) | соперник | 3 — 0     | Золото.                                              |
| Декабрь 2012 | Чемпионат Туркменистана — 2012 | Ашхабад, Туркменистан | 52 кг (наилегчайший вес, flyweight) | соперник | 3 — 0     | 1 место. Вошёл в национальную сборную Туркменистана. |
| Декабрь 2011 | Чемпионат Туркменистана — 2011 | Дашогуз, Туркменистан | 52 кг (наилегчайший вес, flyweight) | соперник | 3 — 0     | место                                                |